# Сенди Денис
Сандра Дејл Денис (енгл. Sandra Dale Dennis; Хејстингс, 27. април 1937 — Вестпорт, 2. март 1992) је била америчка глумица. Дебитовала је 1961. године у филму Сјај у трави. За улогу у комедији Ко се боји Вирџиније Вулф? добила је награду Америчке филмске академије за најбољу споредну улогу.

## Биографија
Рођена је 1937. године у америчкој радничкој породици. У периоду 1965. до 1976. године била је у браку са џез музичарем Геријем Малиганом. Пет година живјела је са глумцем Ериком Робертсом. На телевизији је дебитовала у сапуници Усмјеравајуће свјетло 1956. године. Била је познати активиста у заштити права животиња. Умрла је у марту 1992. године од рака јајника.